# Severin Kijl
Severin (Söffrin) Kijl, född cirka 1480, död 1553, var en svensk kavalleriofficer och ryttmästare. Han skrev sig till Apelnäs i Roasjö socken och Hofsnäs i Länghems socken. Sverin Kijl var farfar till Knut Kijl.

## Biografi
Severin Kijl föddes som son till Henning Sevrinsson Kihl från Holstein och hans hustru Pernilla Muck. Han inkom från Holstein och var ursprunget för den svenska frälseätten Kijl. 1521 var han i tjänst hos Ture Jönsson (Tre Rosor) och övergick samtidigt med denne i Gustav Vasas tjänst. Redan 1523 var han kungens hövitsman för två fanor tyska soldater på krigståget mot Halland. Han fick 1525 Kinds härad i Västergötland i förläning, och uppräknas 1526 bland den rusttjänstgörande adeln i Västergötland. Han bevistade även bland annat Västerås herremöte 1527. 
År 1529 var Kijl slottsloven på Älvsborgs slott. Samma år utbröt Västgötaherrarnas uppror, där upprorsmakarna  initialt höll kontakt med Kijl, men han höll sig undan från sammansvärjningen. 1530 räknas han som hövitsman över Älvsborgs slott och län. I början av 1530-talet försökte Severin Kijl på uppdrag av Gustav Vasa få kontakt med hovet i Burgund för att få till stånd svensk handel med Holland. Under grevefejden 1534–1536 var han tillsammans med Jakob Bagge överste över krigsfolket och deltog i krigsoperationerna i Skåne. Under Dackefejden sändes han till smålänningarna för att förhandla. År 1540 erhöll han Mo härad i förläning. 
Den första fanan ur Västgöta ryttare organiserades 1540 i Länghems socken under ledning av Severin Kijl. 1552 fanns 310 ryttare eller hovmän som de också kallades. Fanorna fick efterhand en fastare organisation med fler ryttare och 1560 hade antalet ryttare ökat till 855. (Under senare delen av 1500-talet deltog västgötafanorna både i det nordiska sjuårskriget 1563-1570 och i det ryska kriget 1570-1595). 
År 1542 var Severin Kijl hövitsman på tåget mot Nils Dacke. Han deltog 1544 i förseglandet av Västerås arvförening.
Gustav Vasa förebrår honom i ett brev av 30 november 1539 för att ha blivit hos honom undfägnad med stålkakor och jästöl och befallde honom att genast skicka kungen ett fat emderöl, eftersom han hade kungen att tacka för all sin välfärd.

### Familj
Severin Kijl var gift med Malin Ribbing (släkten Ribbing, dotter till lagmannen Knut Pedersson Ribbing och Kerstin Gustafsdotter (Stierna). De fick tillsammans barnen befallningsmannen Peder Kijl (död 1588) på Gullbergs fästning, Anna Kijl som var gift med Anders Bosson (Oxehufvud) och Carin Kijl som var gift med Hans Torstensson (Forstenasläkten).